# Kościół Świętego Józefa Oblubieńca Najświętszej Maryi Panny w Jeziornie Fabrycznej-Mirkowie
Kościół Świętego Józefa Oblubieńca Najświętszej Maryi Panny w Jeziornie Fabrycznej-Mirkowie – rzymskokatolicki kościół parafialny należący do dekanatu konstancińskiego archidiecezji warszawskiej. Znajduje się w Konstancinie-Jeziornie, na osiedlu Mirków.

## Historia i architektura

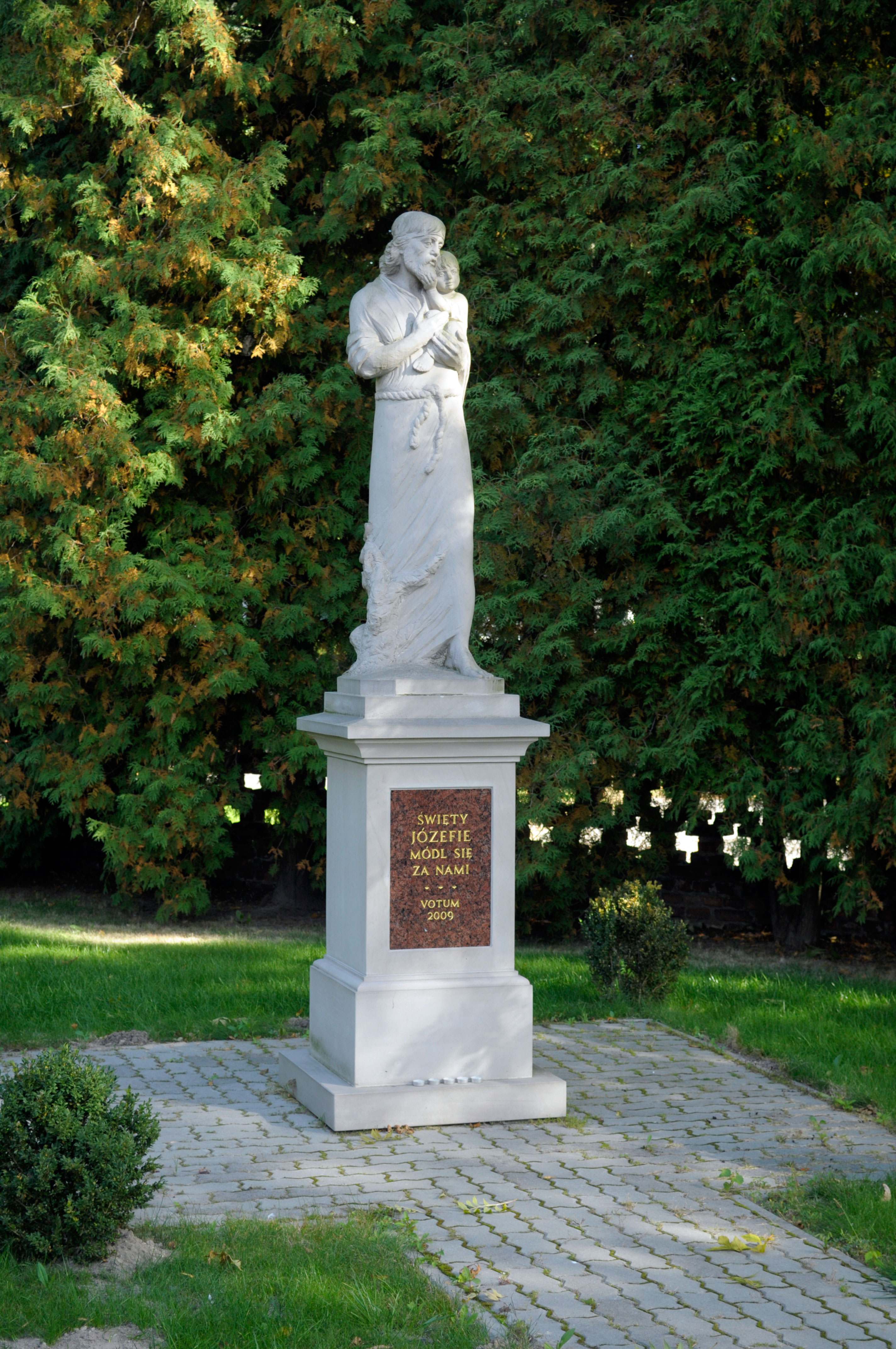
Figura św. Józefa – patron kościoła i parafii – autorstwa prof. Gustawa Zemły

W 1905 roku ksiądz Wincenty Tymieniecki, proboszcz parafii w Słomczynie postanowił wybudować kościół dla robotników papierni w Mirkowie. Zawiązał się wtedy 52-osobowy komitet budowy kościoła, a zarząd papierni przyznał plac pod budowę. Dzięki dobrowolnym ofiarom pracowników papierni i mieszkańców Jeziorny, a także finansowemu wsparciu przemysłowca Edwarda Natansona rozpoczęły się prace budowlane. W dniu 20 maja 1907 roku został poświęcony kamień węgielny. W 1909 roku została ukończona świątynia zaprojektowana w stylu neogotyckim przez architekta Hugona Kuderę. Początkowo pełniła funkcję kościoła filialnego. Msze święte były odprawiane przez proboszczów ze Słomczyna. W 1930 roku został ustanowiony przez Kurię Metropolitalną w Warszawie rektorat przy kościele filialnym w Mirkowie, którego pierwszym duszpasterzem był ksiądz Stanisław Pancer. W tym samym roku w świątyni założono instalację elektryczną. Od 1935 roku wnętrze świątyni zaczęło być ogrzewane dwoma piecami firmy "American Union". W 1931 roku warszawski biskup pomocniczy Stanisław Gall uroczyście poświęcił ołtarz św. Józefa, którego projektantem był rzeźbiarz Antoni Bogaczyk. W 1935 roku kościół wzbogacił się o 14 stacji Drogi Krzyżowej i krzyż procesyjny wykonany z mosiądzu. Podczas urzędowania księdza rektora Ryszarda Paciorkowskiego, do wnętrza świątyni zostały wstawione dwa konfesjonały. Kościół szczęśliwie przetrwał okres II wojny światowej. W 1949 roku warszawski biskup pomocniczy Zygmunt Choromański konsekrował dzwony: "Jan", "Wacław" i "Wincenty". W 1957 roku, została erygowana samodzielna parafia św. Józefa Oblubieńca Najświętszej Maryi Panny przez księdza kardynała Stefana Wyszyńskiego.